# Senarpont
Senarpont là một xã ở tỉnh Somme, vùng Hauts-de-France, Pháp.

## Địa lý
Thị trấn này tọa lạc hợp lưu các sông Liger và Bresle, khoảng 24 dặm Anh về phía tây của Amiens, trên đường D1015. 

Senarpont tại nơi hợp lưu của hai sông Liger và Bresle

## Dân số
| 1962                                                  | 1968 | 1975 | 1982 | 1990 | 1999 |
| ----------------------------------------------------- | ---- | ---- | ---- | ---- | ---- |
| 515                                                   | 635  | 727  | 769  | 800  | 770  |
| Số liệu dân số từ năm 1962, dân số không tính hai lần |      |      |      |      |      |